# Wildhaus
Wildhaus är en ort i kommunen Wildhaus-Alt Sankt Johann i kantonen Sankt Gallen i Schweiz. Den ligger i bergspasset Wildhauspass, cirka 24,5 kilometer söder om Sankt Gallen. Orten har 1 238 invånare (2021).
Orten var före den 1 januari 2010 en egen kommun, men slogs då samman med kommunen Alt Sankt Johann till den nya kommunen Wildhaus-Alt Sankt Johann.